# 沈鈇
沈鈇（1550年—1634年），另有記為沈鐵，字继扬，号介庵，福建漳州府诏安县三都人，明朝政治人物。

## 生平
万历元年（1573年），福建乡试中举第十七名。万历二年（1574年），聯捷甲戌科三甲三十七名进士，授顺德县知县，后官至鄖陽府知府。
万历十三年（1585年），李材担任鄖陽撫治。李材喜爱讲学，派遣部下供学生役使，部下多有怨言。李材又依照学生请求，将参将公署改为学宫。万历十五年（1587年），参将米万春暗令部下梅林等大声喧哗，骑马入城，纵容囚犯毁掉学生屋室，直接跑到军门，要挟赏银四千。过了两天，米万春威胁李材更改军中不便十二事，命令他上疏将罪行归于副使丁惟宁、知府沈鈇等，李材隐忍听从。丁惟宁责骂数落米万春，米万春想杀丁惟宁，后者恐惧逃走。李材于是再一次弹劾丁惟宁激起事变。万历帝下诏问沈鈇等人的罪，将丁惟宁降职三等，李材回到原籍等候调查。沈鈇贬任衡州同知。
沈鈇归乡後，於万历二十四年和三十八年，两次倡建、重修诏安东溪桥，并且创文昌阁，置漏泽园，为当地百姓称赞。晚年，他感慨荷兰殖民者入侵台湾岛，经常掠夺内地。上疏福建巡撫南居益〈請建澎湖城堡置將屯兵永為重鎮書〉请求朝廷干涉台湾，并建议在澎湖列岛设立水镇、增添枪炮、并移民澎湖列岛等（此疏也被顾炎武编入《天下郡国利病书》），然而兩年來明軍出動大軍圍困荷蘭澎湖堡壘，耗費軍費過鉅，財政已更加艱困，無法負荷。崇祯七年（1634年），因卷入地方宗派纠纷，被判处死罪。

## 著作
著有《大学古本》、《浮湘集》、《钟离集》、《石鼓集》等。

## 家族
曾祖沈衡。祖父沈道隆。父沈璽。母葉氏。重庆下。兄沈镗、沈水（贡士）、沈克廉、沈組。弟沈克度、沈綬、沈纓。有子沈起津，进士出身。